# Nelson Cabanillas
Nelson Jhonny Luis Cabanillas Jesús (ur. 8 lutego 2000 w Limie) – peruwiański piłkarz występujący na pozycji lewego obrońcy lub lewego pomocnika, od 2019 roku zawodnik Universitario de Deportes.